# Оттевилл, Рональд Гарри
Оттевилл, Рональд Гарри (англ. Ronald Harry Ottewill; 8 февраля 1927, Саутхолл, Мидлсекс, Великобритания — 4 июня 2008, Уикхэм, Гэмпшир, Великобритания) — английский химик, профессор физической химии. Внёс большой вклад в изучение коллоидных систем.

## Биография

### Ранние годы, образование
Рональд Оттевилл родился в пригороде Лондона, в Саутхолле, Мидлсекс. Он обучался в начальной школе Биконсфилд-роуд в Саутхолле (1932-35), а затем в младшей школе Хестона (1935-38), в которой получил стипендию на обучение в старшей школе округа Саутхолл (1938—1945). В средней школе Оттевилл увлекался естественными науками и математикой, особенно любил астрономию и помогал построить в школе рефлектор.
В 1945 году Рональд Оттевилл получил две стипендии: от Совета графства Мидлсекс и от компании Crown Cork (местное предприятие в Саутхолле), благодаря которым поступил в Колледж Королевы Марии. В колледже он специализировался в химии и изучал физику в качестве дополнительного предмета. Оттевилл был награжден премией за первое место на экзаменах на втором году обучения, а также получил диплом по химии с отличием в 1948 году вместе с премией колледжа.
Последипломные исследования Оттевилл провел в Колледже Королевы Марии под руководством доктора Д. К. Джонса и защитил диссертацию в 1951 году на тему «Адсорбция нерастворимых паров углеводородов на поверхности воды». Оттевилл был удостоен государственной стипендии DSIR (Департамента науки и промышленных исследований). В течение года (1951-52) он работал временным помощником лектора в Колледже Королевы Елизаветы.

### Переезд в Кембридж
В 1952 году Оттевилл поступил на кафедру коллоидной науки Кембриджского университета в Фицуильям-колледж, в который он попал, получив стипендию фонда Наффилда. Под руководством Пэйли Джонсона Оттевилл занялся изучением взаимодействия антитело-антиген дифтерии. Результаты работы Оттевилла были представлены на обсуждениях Общества Фарадея в 1954 году в докладе «Коагуляция и флокуляция».
При подаче заявления на постоянную должность в Кембриджский университет Оттевиллу необходимо было иметь докторскую степень. Однако Кембридж не признавал докторскую степень из «меньших» университетов, поэтому на основе своей работы с Пейли Джонсоном Рональд Оттевилл представил вторую докторскую диссертацию в 1955 году, на этот раз в Кембриджском университете. В том же году ученый был назначен старшим ассистентом по исследованиям в отделе коллоидной науки в Кембридже, а в 1958 году помощником директора того же отдела.
После своего назначения в 1955 году Оттевилл собрал сильную исследовательскую группу, темой исследования которой было изучение моделей коллоидных частиц. В 1956 году ученый на шесть месяцев посетил лабораторию Т. Овербека в Утрехте, одного из лидеров коллоидной науки того времени. Затем, в 1960 году, Оттевилл получил должность приглашенного профессора в лаборатории коллоидной науки Университета Кларксона в Потсдаме (штат Нью-Йорк, США).

### Работа в Бристольском университете
В 1963 году Рональд Оттевилл по приглашению главы кафедры физической химии профессора Дугласа Эверетта стал читать лекции в Бристольском университете.
В январе 1964 года Рональд Оттевилл окончательно переехал в Бристоль с семьей и исследователями из своей Кембриджской группы. Они по желанию Д. Эверетта начали организовывать годичную программу магистратуры по поверхностным и коллоидным наукам в октябре того же года. Рональд Оттевилл совместно со своей командой создали новую лабораторию для курса магистратуры, в частности, они работали над постановкой и тестированием экспериментов. За время своей работы Оттевилл прочитал около 40 % лекций по этому курсу. Даже после выхода на пенсию ученый продолжал читать некоторые лекции еще несколько лет. В этой программе приняли участие около 250 выпускников, многие из которых поднялись до руководящих должностей в академических кругах и промышленности. Оттевилл сыграл ведущую роль в создании программы приглашенных профессоров из Unilever для данного курса магистратуры.
В 1966 году Рональд Оттевилл получил звание лектора по коллоидной науке. В 1970 году он провел академический отпуск у профессора Дугласа Фюрстенау в Калифорнийском университете в Беркли. В 1971 году его повысили до профессора коллоидной науки в Бристоле.
Помимо курса магистратуры, Оттевилл также инициировал в Бристоле в 1972 году ежегодную Весеннюю школу по коллоидной науке. Это недельный курс (основанный на лекциях и демонстрации оборудования), ориентированный в основном на молодых промышленников, которым необходим вводный, «конверсионный» курс в коллоидную науку. Данный курс работает и в настоящее время.
Позднее Рональд Оттевилл сменил Д. Эверетта на посту профессора физической химии в Леверхульме и стал главой этого отдела в 1982 году и в этом же году стал членом Лондонского королевского общества. Он был заведующим кафедры химии с 1983 по 1986 год.
В 1988 году Рональд Оттевилл был избран деканом естественных наук, но, когда в 1990 году четыре факультета химии в Бристоле были «объединены» Оттевилла попросили уйти с поста декана. В этом же году он стал первым руководителем новой школы химии, которая являлась самым крупным отделом в университете по финансированию и многочисленности сотрудников. Ученый занимал эту должность до своего официального выхода на пенсию, в возрасте 65 лет, в 1992 году. Оттевилл стал почетным профессором в 1992 году, а в 1995 году получил стипендию для ведущих исследователей, находящихся на пенсии и продолжающие научные исследования.
Рональд Оттевилл активно участвовал в жизни Химической школы и университета в течение многих лет после своего официального выхода на пенсию, даже после того, как он переехал в Хэмпшир. Он по-прежнему активно занимался наукой, сам планировал и проводил эксперименты, в частности, на различных установках рассеяния нейтронов, особенно в Институте Лауэ — Ланжевена в Гренобле.
Он был одним из главных организаторов крупной исследовательской программы по коллоидной технологии, спонсируемой DTI (Департаментом торговли и промышленности), с участием консорциума Бристольского университета, Имперского колледжа и Кембриджского университета, а также трех крупных промышленных компаний: ICI, Unilever и Schlumberger. Кульминацией данной программы стало заключительное совещание по проекту, в основном организованное Оттевиллом в Бристоле в 1997 году.
В 2000 году Оттевилл активно помогал организационному комитету Международной ассоциации ученых по коллоидам и межфазным границам, проводивший конференцию в Бристоле.
Последние годы Рональд Оттевилл провел в Хэмпшире. Умер от рака 4 июня 2008 года в возрасте 81 года.

## Научные исследования
Рональд Оттевилл руководил в общей сложности 99 успешными аспирантами, а также 75 проектами, реализованными студентами магистратуры во время их годичного последипломного курса по химии поверхности и коллоидам в Бристоле. Его результаты исследований были плодотворными и разнообразными: было опубликовано более 300 научных публикаций в самых разных областях — от новых модельных коллоидных систем для изучения взаимодействий между частицами до исследований происхождения и структуры коацерватов в чае.
На протяжении всей своей карьеры Рональд Оттевилл был востребован в качестве консультанта для многих промышленных компаний, включая Procter & Gamble, ICI, English China Clays, Exxon Corp, BP и фотографическую компанию Ilford.

### Исследования в области синтеза коллоидных систем
В конце 1950-х годов еще в Кембридже Рональд Оттевилл исследовал дисперсии галогенидов серебра, в частности, изучал влияние поверхностно-активных веществ (ПАВ) в их образовании, адсорбцию поливалентных катионов на частицах. После своего переезда он продолжил данную работу в Бристоле. Ученый в течение многих лет был консультантом Ilford по использованию частиц галогенида серебра в фотопленках.
В последующие годы Оттевилл активно занялся изучением эмульсионной полимеризации стирола. Полученные им системы латекса полистирола (ПС) впоследствии широко использовались многими группами по всему миру в качестве «идеального модельного» коллоида. Также Рональд Оттевилл вместе с сотрудниками впервые получил катионные частицы латекса ПС, а в самой последней статье, опубликованной в 2005 году его командой были синтезированы амфотерные латексные частицы ПС.
Оттевилл совместно с ICI Paints Division в Слау занимались синтезом дисперсий стерически стабилизированных частиц, в частности, частиц полиметилметакрилата. Данную систему модельных частиц твердых сфер впоследствии широко использовали группы ученых по всему миру. Позже Рональд Оттевилл с сотрудниками опубликовал исследование о неоднородности латексных частиц с помощью малоуглового рассеяния нейтронов (SANS). К концу своей исследовательской карьеры ученый проявил интерес к получению латексных частиц с четко определенной структурой ядро-оболочка.

### Изучение характеристик коллоидных дисперсий
Рональд Оттевилл вместе с Р. В. Хорном были одними из пионеров в использовании электронного микроскопа для изучения формы и морфологии коллоидных частиц. Также Оттевилл в своих работах проводил исследования о рассеянии света частицами, к примеру, частицами AgBr и латексной дисперсией ПС.
После переезда в Бристоль у Рональда Оттевилла сложились хорошие рабочие отношения с П. Пьюзи, который был первопроходцем в методе динамического светорассеяния. Их первая совместная работа в 1975 году была посвящена динамическим и усредненным по времени корреляциям в дисперсиях заряженных частиц. В последующие года они также совместно изучали разные коллоидные системы с помощью динамического светорассеяния.
С конца 1970-х годов Рональд Оттевилл начал проводить исследования по рассеянию нейтронов (SANS). Первый исследуемый объект Оттевилла в этой области — системы глина-вода. В дальнейшем с помощью SANS он изучал набухание латексных частиц ПС с мономером. Впоследствии Оттевил с сотрудниками провели множество исследований с помощью малоуглового и квазиупругого (QENS) рассеяния нейтронов, чаще всего для получения информации о структуре частиц.

### Исследования кинетики агрегации
После визита Рональда Оттевилла в лабораторию Т. Овербека в Утрехте, он стал изучать влияние ионных и неионных ПАВ на скорость коагуляции и стабильности золей галогенидов серебра.
В Кембридже Рональд Оттевилл стал изучать частицы глины. Первая его работа была посвящена суспензиям каолинита. После переезда в Бристоль дальнейшее развитие данных исследований поддерживалось английским отделом компании China Clay Company (сейчас Imerys) в Корнуолле.
Несмотря на всю работу Рональда Оттевилла с другими системами частиц, именно работа с частицами латекса ПС стала основной отличительной чертой его исследований в области стабильности коллоидов. Данные частицы использовали для проверки теорий кинетики агрегации, электрофореза, а также теории ДЛФО. Работа с частицами латекса ПС продолжилась в Бристоле и получила широкое развитие во время работы Оттевилла. 

Бывшая лаборатория подразделения пластмасс ICI в Велвин-Гарден-Сити поддерживала работу, которую Оттевилл проводил над другими латексными системами, такими как поливинилхлорид и политетрафторэтилен, исследуя их стабильность и другие свойства .

### Исследование образования кристаллов в концентрированных дисперсиях
Большая часть работ Рональда Оттевилла по формированию структуры в концентрированных коллоидных дисперсиях проводилась с частицами со стабилизированным зарядом (такими как латекс ПС), в которых образуются кристаллы. Оттевилл изучил период решетки в кристаллах коллоидного латекса ПС, а также исследовал их с помощью SANS. Позднее Оттевилл совместно с коллегами распространили данные исследования рассеяния нейтронов на неводные дисперсии.
Рональд Оттевил вместе с коллегами исследовали образование коллоидных кристаллов с помощью латексных систем. Например, они изучали образование коллоидных кристаллов в условиях усредненной по времени невесомости. Данные эксперименты проводили совместно с исследовательской группой космического корабля «Шаттл», где образование коллоидных кристаллов отслеживалось в смоделированных условиях невесомости.
Оттевилл с сотрудниками провел ряд новаторских исследований по образованию кристаллов в бинарных смесях разноименно заряженных коллоидных частиц. После ухода на пенсию ученый вновь обратился к этой теме. Предпоследняя его статья в 2003 году была посвящена работе по моделированию структуры заряженных бинарных коллоидных дисперсий.

### Изучение коллоидных дисперсий в приложенном поле
В работах по изучению коллоидных дисперсий Рональд Оттевилл вместе с коллегами исследовал осаждение частиц в ньютоновских и неньютоновских средах. Вдобавок к этому Оттевилл изучал влияние электрического поля на неводные дисперсии. В лаборатории Т. Овербека в Утрехте он занимался исследованием электровязкого эффекта концентрированных золей AgI. Вернувшись в Кембридж, Оттевилл разработал проточную ячейку для определения потенциала потока минеральных частиц. Электрокинетические исследования большого количества систем в группе Рональда Оттевилла проводились в течение многих лет. На основании своих исследований Оттевилл вместе с Ноэлем Шоу опубликовали основополагающую статью в журнале Nature о релаксационных эффектах в электрофорезе.
Еще одной темой исследований Рональда Оттевилла было применение метода SANS для изучения структурных изменений в дисперсии при сдвиге.

### Исследование ассоциации коллоидных систем
В дополнение к классическим коллоидным системам, Оттевилл проявлял большой интерес к мицеллам ПАВ и полимерным гелям, которые могут образовывать ассоциированные структуры в растворе за счет слабых ассоциативных связей. Его первые исследования образования мицелл ПАВ были инициированы сотрудничеством с Procter&Gamble в Ньюкасле. Рассеяние света мицеллами было постоянной темой его исследований. Он часто дополнял такие исследования другими методами, например, экспериментами с использованием ультрацентрифуги. Связь с Procter&Gamble продолжалась много лет. 

Микроэмульсии, в которых масло или вода растворяются внутри мицелл, стали еще одной областью исследований Рональда Оттевилла примерно с 1980 года.

### Изучение адсорбции на поверхности частиц
Большая часть ранних работ группы Рональда Оттевилла в этой области касалась изучению адсорбции молекулы ПАВ на различных границах раздела фаз твердое тело/раствор. Спонсируемый компанией Ilford, Оттевилл с сотрудниками исследовал адсорбцию различных веществ на границе раздела частиц AgBr и раствора.
Оттевилл с коллегами изучали адсорбцию катионных ПАВ на каплях битума и адсорбцию пищевого ПАВ на границах раздела триглицерид/вода и декан/вода совместно с Unilever, Colworth. В последующие годы исследования адсорбции ПАВ на границе раздела воздух/раствор проводились не только с Оксфордской группой, но и с его дочерью Джеральдин в Портсмуте.
Распространение монослоев ПАВ также заинтересовало Оттевилла. Так он с коллегами опубликовал материалы о взаимодействии монослоев миристиновой кислоты с многовалентными катионами. Позднее Рональд распространил это исследование на ароматические углеводороды. Данный вопрос хорошо разобран в его теоретической статье, основанной на расчетах по теории Лифшица.

## Основные труды
Рональд Оттевилл был соавтором или соредактором восьми книг, при этом около 20 % его научных публикаций носили обзорный характер. В основном его книги были посвящены изучению коллоидных систем, среди них такие книги, как:
1. D.H.Everett, R.H.Ottewill. Surface area determination (1970);
2. R.H.Ottewill, C.H.Rochester, A.L.Smith. Adsorption from solution (1983);
3. Ronald H. Ottewill, Françoise Candau. Scientific Methods for the Study of Polymer Colloids and Their Applications (1989);
4. Adrian R. Rennie, Ronald H. Ottewill. Modern Aspects of Colloidal Dispersions (1998) и др.

## Общественная деятельность
Рональд Оттевилл сыграл важную роль в создании следующих академических обществ, для которых он выступал в качестве главного организатора многих симпозиумов и других встреч:
1. Научная группа по коллоидам и границам раздела фаз Королевского химического общества (1971—1980 гг.);
2. Британский форум по полимерным коллоидам, учредивший в 2007 году лекцию его имени;
3. Международная группа полимерных коллоидов (IPCG) в 1970-х годах. Рональд Оттевилл был вице-председателем конференции, организованной IPCG, в 1985 году и председателем в 1987 году;
4. Европейская группа по изучению коллоидов и границ раздела фаз (ECIS) Оттевилл организовал встречу ECIS в 1993 году в Бристоле.

Оттевилл также входил в состав многих других научных комитетов, включая комитет по коллоидной химии и химии поверхности Общества химической промышленности (1964-74), комитет по исследовательским грантам НАТО (1980-84 гг).
Он был заместителем директора (1982, Бристоль) и директором (1988, Страсбург) в Институте перспективных исследований НАТО; вице-президентом (1986-89 и 1991—2003) и президентом (1989-91) подразделения Фарадея Королевского химического общества; а также представителем Великобритании в Международном руководящем комитете в Институте Лауэ-Ланжевена, Гренобль (1992—1997).
Рональд Оттевилл работал в редакционных советах, следующих международных исследовательских журналов: Proceedings of the Royal Society A (Physical Sciences), Journal of Electroanalytical Chemistry, Journal of Colloid Interface Science, Advances in Colloid and Interface Science, Colloid and Polymer Science, и Langmuir.

## Почести и награды
Рональд Оттевилл избран членом Королевского общества в 1982 году. Получил орден Британской империи (The Most Excellent Order of the British Empire — OBE) в 1989 году за его «заслуги перед наукой», в частности за его работу в Министерстве обороны Великобритании.
Он получил множество других наград и медалей:
- Медаль за изучение химии поверхности частиц Королевского химического общества (1974),
- Премия Вольфганга Оствальда Немецкого коллоидного общества (1979),
- Медаль Буде Парижского колледжа (1981),
- Медаль Хельсинкского университета (1982),
- Медаль Ливерсиджа Королевского химического общества (1985),
- Президентская медаль подразделения Фарадея Королевского химического общества (1991)
- Медаль, присужденная Научной группой по изучению коллоидов и границ раздела фаз (CISG) Королевского химического общества (1993).

Он также выступил с приглашенными пленарными лекциями во многих частях мира, включая следующие лекции: лекция Королевского австралийского химического института (1982); лекции Ливерсиджа Королевского химического общества (1985/86); Ленгмюровская лекция, Американского химического общества (1988); лекция Rideal, Королевского химического общества (1990); лекция Мельбурнского университета (1998) и др.

## Память
Британский форум по полимерным коллоидам, учредил в 2007 году лекцию имени Рональда Оттевилла, которую комитет присуждает международному деятелю в области полимерных коллоидов.
Несмотря на слабое здоровье, Оттевилл смог присутствовать на Британском форуме и сам презентовал первого получателя награды (Р. Гилберт) в Уорикском университете в сентябре 2007 года.

## Семья
Отец Рональда Оттевилла — Гарри Арчибальд Оттевилл (родился в Кенте в 1896 году). Он был мастером по изготовлению инструментов, именно отец научил его важности точных измерений с самого раннего возраста. Матерью Рональда была Вайолет Дориен Оттевилл (урожденная Бакли, родилась в Эссексе в 1899 году). У Рональда Оттевилла была сестра Дорин Элизабет (родилась в 1933 году), которая стала учительницей и впоследствии переехала в США, выйдя замуж за гражданина Америки Роджера Уайлдта.
Во время учебы в Колледже Королевы Марии Рональд Оттевилл подружился с Ингрид Джеральдин Роу, химиком, имеющим докторскую степень в области электрохимии. Ее отец, получивший степень бакалавра наук по математике в Колледже Королевы Марии, работал в Министерстве обороны в Woolwich Arsenal. Ингрид и Рональд поженились в августе 1952 года и вместе построили свой первый дом в Кембридже. У них было двое детей, ранние годы которых прошли в Кембридже, прежде чем семья переехала в Бристоль в 1964 году. Оба ребенка (Джеральдин и Адриан) пошли по стопам родителей и стали учеными.
Джеральдин Астрид Оттевилл родилась в 1956 году. Она училась в Средней школе Редленда в Бристоле (где сама Ингрид преподавала химию). Затем Джеральдин получила диплом с отличием по химии, а потом и докторскую степень в Ноттингемском университете. Впоследствии она читала лекции в Портсмутском университете. Когда Рональд Оттевилл покинул Бристоль, и они с Ингрид переехали в Уикхэм, Хэмпшир, Рональд и Джеральдин тесно работали вместе над несколькими проектами. Они также вместе занимались музыкой: он играл на фортепиано, а Джеральдин на кларнете. В 2002 году Джеральдин умерла.
Второй ребенок Рональда и Ингрид, Адриан Кристофер, родился в 1958 году. Он учился в Клифтонском колледже в Бристоле, а затем получил диплом с отличием и докторскую степень по математике в Оксфорде. Впоследствии он стал профессором математической физики в Университетском колледже Дублина. Адриан является членом Королевской ирландской академии.

## Личные качества, увлечения и хобби
Рональд Оттевилл заботился о своей семье, и когда его и Ингрид родители стали старше и нуждались в помощи, Рональд и Ингрид купили дом рядом с их собственным в Редленде, Бристоль, и переселили туда две пары родителей — одну пару на верхнем этаже, а другую — на нижнем.
Рональд Оттевил также заботился и интересовался дальнейшей карьерой своих учеников. Он часто устраивал рождественские вечеринки и другие события в доме Оттевиллов в Редленде.
Оттевилл интересовался музыкой, играл на пианино и регулярно посещал вместе с женой концерты в Колстон-холле в Бристоле. Другим его интересом было садоводство, что особенно проявилось, когда они переехали в дом в Уикхэме с большим садом.